# Club Atlético Independiente (Chivilcoy)
O Club Atlético Independiente, também conhecido como Independiente de Chivilcoy, é um clube esportivo localizado na cidade de Chivilcoy, no partido de mesmo nome, na província de Buenos Aires, na Argentina. Foi fundado em 5 de abril de 1930 e ostenta as cores           vermelho e branco.
Sua principal atividade esportiva é o futebol profissional. O clube disputa atualmente o Torneo Federal A, uma das duas ligas que compõem a terceira divisão do sistema de ligas de futebol argentino.
O clube manda seus jogos no Raúl Orlando Lungarzo, do qual é proprietário, e cuja inauguração ocorreu em 25 de maio de 1993. A praça esportiva, também localizada na cidade de Chivilcoy, conta com capacidade para 4 000 espectadores.

## Títulos
| REGIONAIS | REGIONAIS        | REGIONAIS                   | REGIONAIS | REGIONAIS | REGIONAIS          |
| —         | Competição       | Associação                  | Títulos   | Temporadas | Ref.               |
| --------- | ---------------- | --------------------------- | --------- | --- | ------------------ |
| —         | Primera División | Liga Chivilcoyana de Fútbol | 14        | 1956, 1958, Clausura de 1996, Clausura de 1997, Apertura e Clausura 1998, 1999, Apertura de 2009, Clausura de 2010, Copa de Campeones de 2010, Clausura de 2011, Clausura de 2013, Apertura de 2015, Apertura de 2018 | [ 1 ] [ 9 ] [ 10 ] |